# Eligio Valentino
Eligio Valentino (Torino, 19 luglio 1925 – Cesana Torinese, 10 ottobre 2012) è stato un canoista italiano.

## Biografia
Nato a Torino nel 1925, era tesserato per S.C. Augusta Taurinorum e poi Reale Società Canottieri Cerea, entrambe della sua città.
A 27 anni partecipò ai Giochi olimpici di Helsinki 1952, nel K2 1000 m, insieme a Pio Vennettilli, uscendo in batteria, sesto con il tempo di 4'03"8, dietro alle coppie svedesi (poi argento), finlandesi (poi oro), danesi, sovietiche e cecoslovacca (andavano in finale le prime tre).
Morì nel 2012, a 87 anni.